# Mek'ele
Mek'ele je grad i woreda sjevernoj Etiopiji, upravno je sjedište Regije Tigraj i sjedište Mirovne misije Ujedinjenih Naroda za Etiopiju i Eritreju - (UNMEE). Upravno to je grad u woredi Enderta u Zoni Debubaji. Grad leži na Etiopskoj visoravni na nadmorskoj visini od 2084 m, udaljen oko 650 km sjeverno od glavnog grada Adis Abebe.

## Gospodarstvo, školstvo
Mek'ele je jedan od najznačajnijih gospodarskih i obrazovnih središta Etiopije. Grad ima novu međunarodnu zračnu luku - Mekele Alula Aba Nega (ICAO kod HAMK, IATA MQX)
Od svibnja 2000. u gradu djeluje i Sveučilište Mekele, nastalo spajanjem dotadašnjih veleučilišta (Mekelle Business College i Mekelle University College).  U gradu djeluje jedna od najvećih tvornica cementa u zemlji.

## Gradske znamenitosti
Gradom dominira novopodignuti spomenik Oslobodilačkog fronta naroda Tigre, koji je podignut u spomen na otpor vojnom režimu Derg. Palača cara Ivana IV. na sjeveru grada je drugi značajan objekt u gradu. Nju je koncem 19. st. gradio talijanski arhitekt Giacomo Naretti uz pomoć Williama Schimpera, palača je dovršena 1884. Palača danas služi kao muzej.
Ostale znamenitosti Mekelea su gradske crkve; Enda Gabir, Enda Jesus, Mek'ele Bete Mengist, Mek'ele Jesus, Mek'ele Marjam, Mek'ele Selasije i Mek'ele Tekle Hajmanot.
Mekele ima sajmeni dan svakog ponedjeljka koji se u gradu održava od 1890. godine.

## Povijest
Mek'ele je osnovan u 13. stoljeću, uz Antalo je bio najznačajniji centar Pokrajine Enderta.
Značaj grada narastao je krajem 19. st. kad ga je etiopski car Ivan IV. odabrao za svoje sjedište.
Talijani su zauzeli Mekele na početku Prvog talijansko-abesinskog rata pri kraju 1895. godine, nakon opsade poludovršene utvrde kod crkve Inda Jesus. Talijani su izgradili prvu telegrafsku liniju Asmara - Adis Abeba između 1902. – 1904. koja je prošla i kroz Mek'ele.
Za vrijeme Drugog talijansko-abesinskog rata, talijanske snage pod zapovjedništvom generala Emilia De Bona zauzele su Mekele 8. studenog 1935.
Mekele su zauzeli pobunjenici 17. rujna 1943. za vrijeme  "Ustanka Vojane" nakon što su prethodno zauzeli Kvihu i magistralnu cestu Asmara - Adis Abeba. Vladine snage ponovno su zauzele grad 14. listopada 1943. nakon što su porazile pobunjeničke snage u Bitci kod Amba Alagija
Za vrijeme vojnog režima Derg, okolica Mekelea postala je snažno uporište pobunjenika protiv režima, tako da su vladine snage uspjele kontrolirati jedino grad i njegovu okolicu od 15 km. Naposljetku su snage Oslobodilačkog fronta naroda Tigre zauzele grad 25. veljače 1989.
Za vrijeme Eritrejsko-etiopskog rata 5. lipnja 1998. Eritrejske zračne snage bombardirale su Mekele i teško oštetile školu Ajder.

### Mirovna misija UN
Od 2000 u gradu je sjedište Mirovne misije Ujedinjenih Naroda za Etiopiju i Eritreju - (UNMEE) nakon uspostave primirja poslije Eritrejsko-etiopskog rata. Kako napetost i dalje traje Mirovna misija i nadalje djeluje u gradu i okolici.

## Stanovništvo
Prema podacima Središnje statističke agencije Etiopije -(CSA) za 2005. Mekele je imao 169,207 stanovnika, od toga 85,876 muškaraca i 83,331 žena. Mekele je šesti grad po veličini u Etiopiji, i najveći grad Sjeverne Etiopije.
Dvije najveće etničke grupe u gradu su; Tigré (96.5%) i Amharci (1.59%), u gradu žive i stranci iz Eritreje (0.99%), sve ostale etničke grupe imaju 0.98% satnovništva. tigrinju kao materinji jezik govori 96.26% stanovnika, 2.98% njih amharski, a ostatak od 0.76% stanovnika govori neki drugi jezik. 
Većina stanovnika Mekelea, njih 91.31% su vjernici Etiopske tevahedo Crkve, a njih 7.66% muslimani. 
Čitati i pisati zna 51.75% stanovnika grada ( u Zoni Mekele je to samo 15.71%), 91.11% školske djece pohađa osnovnu školu, ali samo 17.73% pohađa srednju školu. Dobar dio stanovnika je priključen na vodovod - 88%, a 51% i na kanalizaciju.

## Vanjske poveznice
- Ethiopian Treasures - Dvorac cara Ivana IV.  Arhivirana inačica izvorne stranice od 29. lipnja 2006. (Wayback Machine) (engl.)
- Gradovi u Etiopiji: Mekele članak Johna Grahama (Addis Tribune, 12. listopada 2001.) (engl.)